# Come Together
Come Together (englisch für: Kommt zusammen) ist ein Rocksong der britischen Band The Beatles. Er wurde von John Lennon geschrieben und dem Copyright Lennon/McCartney zugeschrieben. Der Song wurde im September 1969 als Eröffnungsstück des Albums Abbey Road veröffentlicht.
Am 31. Oktober 1969 erschien das Stück auf der 21. Single der Band als Doppel-A-Seite zusammen mit Something; sie erreichte in Deutschland und den Vereinigten Staaten Platz 1 und in Großbritannien Platz 4 der Charts. Das Lied belegt Platz 202 der Liste der 500 besten Songs aller Zeiten des Musikmagazins Rolling Stone.

## Entstehung und Urheberrechtsstreit
Dem Lied liegt ein Song zugrunde, den Lennon für Timothy Learys Gouverneurskampagne, die Leary in Kalifornien gegen Ronald Reagan führte, geschrieben hat. Der Slogan der Leary-Kampagne war Come together, join the party. Die Kampagne endete abrupt, als Leary wegen Drogenbesitzes zu einer Haftstrafe verurteilt wurde.
Der Song wurde zum Gegenstand eines Gerichtsprozesses gegen Lennon, den Chuck Berrys Herausgeber Morry Levy führte, weil eine Textzeile in Come Together zu sehr an Berrys You Can’t Catch Me angelehnt sein sollte. Nachdem eine außergerichtliche Einigung erzielt worden war, versprach Lennon, drei weitere Lieder aufzunehmen, an denen Levy die Rechte hatte.

## Aufnahme
Come Together wurde am 21. Juli 1969 in den Londoner Abbey Road Studios (Studio 2) mit dem Produzenten George Martin aufgenommen. Geoff Emerick und Phil McDonald waren die Toningenieure der Aufnahmen.
In einer siebenstündigen Aufnahmesession zwischen 14:30 und 21:30 Uhr nahmen die Beatles 8 Takes auf, für weitere Aufnahmen wurde Take 6 kopiert, der als Take 9 bezeichnet wurde.
Bis Ende Juli wurden Overdubs auf den Take 9 aufgenommen. Am 7. August erfolgte die Stereoabmischung von Come Together.
Besetzung:
- John Lennon: Leadgitarre, Händeklatschen, Tamburin, Gesang
- Paul McCartney: Bass, elektrisches Klavier, Moog-Synthesizer, Hintergrundgesang
- George Harrison: Leadgitarre und Rhythmusgitarre
- Ringo Starr: Schlagzeug, Maracas

## Veröffentlichungen

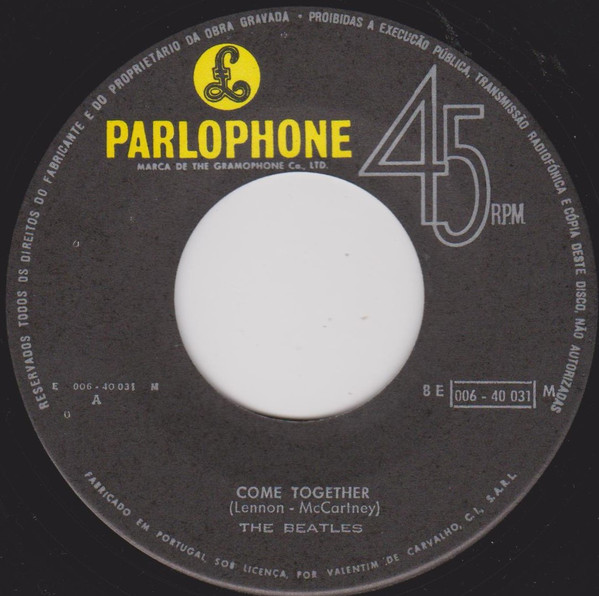
Label der portugiesischen Single

- In den kommenden Jahren wurde Come Together für folgende Kompilationsalben der Beatles verwendet: 1967–1970 (1973), 20 Greatest Hits (1982) und 1 (2000).
- Im Oktober 1996 wurde das Kompilationsalbum Anthology 3 veröffentlicht, auf dem sich eine frühe Version (Take 1) von Come Together befindet.
- Im November 2015 wurde das Album 1 zum zweiten Mal wiederveröffentlicht. Bei dieser Version wurde unter anderen Come Together von Giles Martin und Sam Okell in den Abbey Road Studios neu abgemischt.
- Im September 2019 erschien die neuabgemischte 50-jährige Jubiläumsausgabe des Albums Abbey Road (Super Deluxe Box), auf dieser befindet sich eine bisher unveröffentlichte Version (Take 5) von Come Together.
- Am 10. November 2023 wurde das Kompilationsalbum 1967–1970 erneut wiederveröffentlicht. Auf diesem befindet sich Come Together in der von Giles Martin und Sam Okell 2019 neu abgemischten Version.

## Kommerzieller Erfolg

### Chartplatzierungen
Come Together platzierte sich in Großbritannien als eigenständiger Titel erstmals über Downloads im Jahr 2010. Dort war das Lied bei Erstveröffentlichung 1969 als B-Seite der Single Something nicht separat gelistet.
| ChartsChartplatzierungen       | Höchstplatzierung | Wochen/ Monate |
| ------------------------------ | ----------------- | -------------- |
| Deutschland (GfK)              | 1 (4 Mt.)         | 4 Mt.          |
| Österreich (Ö3)                | 2 (3 Mt.)         | 3 Mt.          |
| Schweiz (IFPI)                 | 2 (11 Wo.)        | 11 Wo.         |
| Vereinigte Staaten (Billboard) | 1 (16 Wo.)        | 16 Wo.         |
| Vereinigtes Königreich (OCC)   | 81 (2 Wo.)        | 2 Wo.          |

| ChartsJahrescharts (1969)      | Platzierung |
| ------------------------------ | ----------- |
| Vereinigte Staaten (Billboard) | 85          |

### Auszeichnungen für Musikverkäufe
| Land/Region                  | Auszeichnungen für Musikverkäufe (Land/Region, Auszeichnung, Verkäufe) | Verkäufe |
| ---------------------------- | ---------------------------------------------------------------------- | -------- |
| Brasilien (PMB)              | Gold                                                                   | 30.000   |
| Dänemark (IFPI)              | Gold                                                                   | 45.000   |
| Italien (FIMI)               | Platin                                                                 | 70.000   |
| Neuseeland (RMNZ)            | 2× Platin                                                              | 60.000   |
| Spanien (Promusicae)         | Platin                                                                 | 60.000   |
| Vereinigtes Königreich (BPI) | Platin                                                                 | 600.000  |
| Insgesamt                    | 2× Gold · 5× Platin ·                                                  | 865.000  |

Hauptartikel: The Beatles/Auszeichnungen für Musikverkäufe

## Coverversionen
Es wurden über 450 Coverversionen von Come Together veröffentlicht. Von der amerikanischen Hard-Rock-Band Aerosmith stammt die erfolgreichste Coverversion des Liedes. Sie wurde 1978 aufgenommen und erschien auf dem Soundtrack der Spielfilme Sgt. Pepper’s Lonely Hearts Club Band, in dem Aerosmith auch selbst auftrat, und Armageddon – Das jüngste Gericht.
Die Coverversion erreichte Platz 23 der Billboard Hot 100. Michael Jackson, der auch die Rechte an dem Lied hielt, coverte Come Together 1988 für seinen Musikfilm Moonwalker. 1992 erschien der Song als B-Seite der Single Remember the Time und 1995 in gekürzter Fassung auf dem Album HIStory – Past, Present and Future Book I.
Weitere Coverversionen stammen unter anderem von Gotthard (1994), den Eurythmics (1987), Tina Turner (1976, für ihre Musikdokumentation All This and World War II), Axl Rose und Bruce Springsteen zu Ehren von Lennons Aufnahme in die Rock and Roll Hall of Fame im Jahr 1994. Tom Jones veröffentlichte 1999 eine Liveaufnahme des Stücks auf seinem Album Reload.
Eine weitere Liveaufnahme findet sich auf dem 2013 erschienenen Album Live in Concerts der Henrik Freischlader Band. Jazz-Versionen stammen von der Mike Westbrook Band, die mit Off Abbey Road (1990) ein komplettes Album der Beatles live einspielte, sowie dem Jazz-Gitarristen Nguyên Lê auf seinem Album Songs of Freedom (2011).
Joe Cocker coverte das Lied 2007 für den Soundtrack des Films Across the Universe. Die Band Godsmack veröffentlichte ihre Version 2012 auf dem Album Live & Inspired. Am 27. Juli 2012 traten die Arctic Monkeys bei der Eröffnungsfeier der Olympischen Spiele in London auf, sie spielten neben einem eigenen Lied auch Come Together.
2014 veröffentlichte der amerikanische Country-Sänger Eric Church eine Coverversion des Liedes exklusiv auf der Vinyl-Edition seines Albums The Outsiders. Die deutsche Band AnnenMayKantereit veröffentlichte eine Coverversion des Songs auf ihrem YouTube-Kanal.